# Valerie Brisco-Hooks
Valerie Ann Brisco-Hooks (Greenwood, Mississippi, 6 de julho de 1960) é uma antiga atleta norte-americana que ganhou três medalhas de ouro olímpicas nos Jogos de Los Angeles, 1984, tornando-se a primeira mulher a vencer os 200 e os 400 metros na mesma Olimpíada, para além do ouro obtido na estafeta 4 x 400 metros. O tempo que obteve na final de 400 metros é, ainda hoje, a oitava melhor marca mundial de sempre.
Nos Campeonatos do Mundo de Roma 1987 não participou em nenhum evento individual, mas ganhou a medalha de ouro da estafeta 4x400 metros, juntamente com Diane Dixon, Denean Howard e Lillie Leatherwood.
Brisco competiria ainda nos Jogos de Seul, em 1988, correndo na equipa norte-americana de 4x400 metros que finalizou em segundo lugar, atrás do quarteto soviético que bateria nessa prova o recorde mundial. A título individual, foi apenas 4ª classificada na final de 400 metros.

## Melhores marcas pessoais
| Prova      | Data                | Local                          | Marca   |
| ---------- | ------------------- | ------------------------------ | ------- |
| 100 metros | 17 de maio de 1986  | Westwood, CA Estados Unidos    | 10.99 s |
| 200 metros | 9 de agosto de 1984 | Los Angeles, CA Estados Unidos | 21.81 s |
| 400 metros | 6 de agosto de 1984 | Los Angeles, CA Estados Unidos | 48.83 s |